# サントス・ラグナ
クルブ・サントス・ラグナ（Club Santos Laguna S.A. de C.V. (スペイン語発音: [ˈsantos laˈɣuna])）は、メキシコ北部・コアウイラ州の都市トレオンにホームを置くサッカークラブである。
1983年に創設され、1988-89シーズンにトップリーグであるプリメーラ・ディビシオンに昇格した。1996年インビエルノ（冬季リーグ）にてリーグ初優勝。2004年にはインテルリーガに優勝して、この年のコパ・リベルタドーレスに初出場した。

## タイトル

### 国内タイトル
- リーガMX：4回
  - 1996インビエルノ、2001ベラーノ、2008クラウスーラ、2012クラウスーラ

- インテルリーガ：1回
  - 2004

- カンペオン・デ・カンペオーネス：1回
  - 2015

### 国際タイトル
- コパ・インデペンデンシア：1回
  - 2007

## 現所属メンバー
2023年7月1日現在
注：選手の国籍表記はFIFAの定めた代表資格ルールに基づく。
| No. | Pos. |              | 選手名                 |
| --- | ---- | ------------ | ---------------------- |
| 1   | GK   | メキシコ     | カルロス・アセベド ()  |
| 2   | DF   | メキシコ     | オマル・カンポス       |
| 3   | DF   | メキシコ     | イスマエル・ゴベア     |
| 4   | DF   | メキシコ     | パプ・ゴメス           |
| 5   | DF   | エクアドル   | フェリックス・トーレス |
| 6   | MF   | メキシコ     | アラン・セルバンテス   |
| 7   | FW   | コロンビア   | ハロルド・プレシアド   |
| 8   | DF   | メキシコ     | カルロス・オランティア |
| 9   | FW   | アルゼンチン | ハビエル・コレア       |
| 10  | MF   | アルゼンチン | フアン・ブルネッタ     |
| 11  | MF   | コロンビア   | ドゥバン・ベルガラ     |
| 12  | GK   | メキシコ     | サンティアゴ・ラミレス |
| 13  | FW   | メキシコ     | アルベルト・オセホ     |

| No. | Pos. |            | 選手名                 |
| --- | ---- | ---------- | ---------------------- |
| 16  | MF   | メキシコ   | アルド・ロペス         |
| 17  | MF   | メキシコ   | ジャイール・ゴンサレス |
| 18  | MF   | ペルー     | ペドロ・アキノ         |
| 19  | FW   | メキシコ   | サンティアゴ・ムニョス |
| 20  | DF   | メキシコ   | ウーゴ・ロドリゲス     |
| 21  | DF   | ブラジル   | ドリア (第2主将)       |
| 22  | MF   | メキシコ   | ロナルド・プリエト     |
| 23  | DF   | メキシコ   | ラウル・ロペス         |
| 24  | MF   | メキシコ   | ディエゴ・メディーナ   |
| 25  | GK   | メキシコ   | ヒブラン・ラフー       |
| 27  | GK   | メキシコ   | ジョエル・ガルシア     |
| 31  | MF   | コロンビア | フアン・ブルネッタ     |
| 33  | GK   | メキシコ   | エクトル・オルギン     |

## 歴代所属選手
- マウロ・カモラネージ 1996
- ハレド・ボルヘッティ 1996-2004
- サントス 1997-1998
- クリスティアン・ルッチェッティ 2003-2004
- マティアス・ブオソ 2003-2006, 2007-2010
- エディソン・メンデス 2004-2005
- オリベ・ペラルタ 2006-2014
- オスワルド・サンチェス 2007-2014
- フアン・パブロ・ロドリゲス 2007-2014
- クリスティアン・ベニテス 2007-2011
- ダニエル・ルデーニャ 2007-2013
- ダルウィン・キンテロ 2009-2014